# Heistesoo
Heistesoo is een plaats in de Estlandse gemeente Hiiumaa, provincie Hiiumaa. De plaats heeft de status van dorp (Estisch: küla).
Heistesoo lag tot in oktober 2013 in de gemeente Kõrgessaare, daarna tot in oktober 2017 in de gemeente Hiiu en sindsdien in de fusiegemeente Hiiumaa.

## Bevolking
De ontwikkeling van het aantal inwoners blijkt uit het volgende staatje:
| Jaar            | 2000 | 2011 | 2021 |
| --------------- | ---- | ---- | ---- |
| Aantal inwoners | 1    | 0    | 6    |

## Ligging
De plaats ligt aan de noordkust van het schiereiland Kõpu. Het grootste deel van het dorp ligt in het natuurreservaat Kõpu looduskaitseala. In Heistesoo staat een meerstammige hybride els, een kruising tussen de zwarte en de witte els, de Heistesoo lepp. De dikste stam heeft een omtrek van 1,9 meter en de hoogste stam is 18 meter hoog. De boom is beschermd.

## Geschiedenis
Heistesoo werd voor het eerst genoemd rond 1900 als dorp op het landgoed van Hohenholm (Kõrgessaare). Kort na 1940 werd het bij het zuidelijke buurdorp Suureranna gevoegd, maar in 1997 werd het weer een apart dorp.